# Medaille für Verdienste am Zentralen Jugendobjekt FDJ-Initiative Berlin
Die Medaille für Verdienste am Zentralen Jugendobjekt FDJ-Initiative Berlin war in der Deutschen Demokratischen Republik (DDR) eine nichtstaatliche Auszeichnung der Freien Deutschen Jugend (FDJ), welche mit Verordnung vom 18. September 1984 mit Wirkung zum 1. Januar 1985 durch den Ministerrat der DDR durch ihren Vorsitzenden Willi Stoph in drei Stufen, Bronze, Silber und Gold, gestiftet wurde.

## Verleihungsbedingungen
Die Medaille konnte in Anerkennung und Würdigung mehrjähriger verdienstvoller Tätigkeit der Delegierten der „FDJ-Initiative Berlin“ und von Werktätigen der Kombinate und Betriebe aus den Bezirken bei der Ausgestaltung Ostberlins, der Hauptstadt der DDR, verliehen werden. Die erstmaligen Verleihungen erfolgten im Jahr 1985. Die Medaille konnte dabei verliehen werden an:
- Mitglieder der FDJ, die von den Bezirksorganisationen zum Zentralen Jugendobjekt „FDJ-Initiative Berlin“ delegiert worden waren,

- Werktätige, die als Angehörige von Betrieben
  - des Bauwesens,
  - der Industrie,
  - der Energiewirtschaft,
  - des Verkehrswesens,
  - der Wasserwirtschaft und
  - des Post- und Fernmeldewesens

aus den Bezirken im Rahmen der diesen Betrieben übertragenen Aufgaben  auf den Bau- und Investitionsvorhaben in Berlin eingesetzt waren.

## Stufeneinteilung
- in Bronze: nach zweijähriger ununterbrochener Dienstzeit zuzüglich einer 500 Mark Prämie
- in Silber: nach vierjähriger ununterbrochener Dienstzeit zuzüglich einer 750 Mark Prämie
- in Gold: nach sechsjähriger ununterbrochener Dienstzeit zuzüglich einer 1000 Mark Prämie

Bei der erstmaligen Verleihung wurde die Medaille nach der Dauer der ununterbrochenen Tätigkeit in der entsprechend höchsten Stufe verliehen. Voraussetzung dafür war, dass der Beliehene vor dem 1. Januar 1985 die Dienstzeiten der jeweiligen Stufe erfüllt hatte. Als ununterbrochene Dienstzeit galt die Tätigkeit in einem oder mehreren Berliner Einsatzbetrieben auf der Grundlage eines Delegierungsvertrages oder auf Bau- oder Montagestellen in Berlin.
Schlossen FDJ-Mitglieder mit den Einsatzbetrieben Arbeitsverträge ab, wurde als ununterbrochene Arbeitszeit die Zeit zur Erreichung der nächsthöheren Medaillenstufe weiter angerechnet. Dieser Nachweis über die Erreichung der ununterbrochenen Arbeitszeit war in der Personalakte des Auszuzeichnenden aufzunehmen.

## Vorschlagberechtigung
Die Vorschläge, welche zur Verleihung der Medaille führen sollten, waren von den Direktoren der Berliner Einsatzbetriebe und der Bau- und Montagebetriebe aus den Bezirken über die Generaldirektionen bzw. Leiter der übergeordneten Organe dem zuständigen Minister für Bauwesen zuzustellen. Die Vorschläge waren in Übereinstimmung mit der FDJ-Leitung und der Gewerkschaftsleitung zu unterbreiten.

## Verleihungsprozedere
Die Verleihung der Medaille erfolgte durch den Minister für Bauwesen anlässlich des 1. Mai, dem Internationalen Kampf- und Feiertag der Werktätigen sowie zum „Tages des Bauarbeiters“ sowie zu den Festlichkeiten des Tages der Republik am 7. Oktober. Ferner auch zu gesellschaftlichen Festanlässen und Höhepunkten des Zentralen Jugendobjekts „FDJ-Initiative Berlin“.

## Aussehen und Trageweise der Medaille
Die bronzene, silberne oder vergoldete Medaille mit einem Durchmesser von 30 mm zeigt auf ihrem Avers symbolisch ein im Bau befindliches Gebäude sowie das Banner der FDJ mit dem Berliner Fernsehturm. Das Revers zeigt dagegen oben das kleine Staatswappen der DDR mit der darunter liegenden fünfzeiligen Inschrift FÜR VERDIENSTE / AM ZENTRALEN / JUGENDOBJEKT / FDJ-INITIATIVE / BERLIN. Unter der Inschrift ist die Prägung mit dem Buchstaben A zu lesen. Getragen wurde die Medaille an der linken oberen Brustseite des Beliehenen an einer rechteckigen blau bezogenen Spange. Das Band wird beiderseits von einem weißen Saum abgeschlossen. In der Mitte des Bandes ist bei der Bronzestufe ein, bei der Silberstufe zwei und bei der Goldstufe drei weißen schmale Streifen eingewebt. Die Interimsspange ist von gleicher Beschaffenheit.